# Glaphyrus reymondi
Glaphyrus reymondi is een keversoort uit de familie Glaphyridae. De wetenschappelijke naam van de soort is voor het eerst geldig gepubliceerd in 1957 door Kocher.